# Prix Saint-Michel
Cet article concerne les récompenses dans le domaine de la bande dessinée. Pour la course hippique finlandaise, voir Prix Saint-Michel (course hippique).
Les prix Saint-Michel sont des prix de bande dessinée remis depuis 1971 en Belgique.
Imaginé par André Leborgne et décerné la première fois en 1971, il s'agit du second plus ancien prix européen de bande dessinée après le prix Adamson décerné en Suède depuis 1965. Depuis 2002, il est remis à l'occasion du Comics Festival Belgium, festival de BD de la région de Bruxelles-Capitale organisé par l'ASBL 9e Art - BD.

## Lauréats (première période)
Cette liste des lauréats de 1971 à 1986 reprend la liste et les intitulés fournis sur le site officiel des prix Saint-Michel.

### 1971
- Grand prix Saint-Michel : Edgar P. Jacobs
- Meilleur dessin réaliste : Victor Hubinon, pour l'ensemble de son œuvre
- Meilleur dessin humoristique : Willy Vandersteen et Jean Roba, pour l'ensemble de leur œuvre
- Meilleur dessin de science-fiction : Eddy Paape, pour l'ensemble de son œuvre
- Meilleur dessinateur européen : Jean Giraud, pour l'ensemble de son œuvre
- Meilleur dessinateur extra-européen : Al Capp, pour l'ensemble de son œuvre
- Meilleur scénario humoristique : Maurice Tillieux, pour l'ensemble de son œuvre
- Meilleure scénario de science-fiction : Greg, pour l'ensemble de son œuvre
- Prix promotion (en faveur) de la BD : CSP Imagine
- Prix promotion-jeune réaliste : Juan Manuel Cicuéndez
- Prix promotion-jeune humoristique : Dany

### 1972
- Grand prix Saint-Michel : Morris
- Meilleur dessinateur réaliste : William Vance pour La Captive du temps
- Meilleur dessinateur humoristique : André Franquin pour Gaston Lagaffe
- Meilleur dessinateur de science-fiction : E. P. Jacobs pour Les Trois Formules du professeur Satō (Blake et Mortimer)
- Meilleur dessinateur européen : Sydney Jordan pour Jeff Hawke
- Meilleur dessinateur extra-européen : Richard Corben pour Rolf
- Meilleur scénariste réaliste : Michel Greg pour La Nuit des chacals (Bruno Brazil)
- Meilleur scénariste humoristique : Raoul Cauvin pour Du Nord au Sud (Les Tuniques bleues)
- Meilleur scénariste de science-fiction : Michel Greg pour Le Cratère aux sortilèges (Luc Orient)
- Meilleure recherche graphique : Jean Torton pour Les Conquérants du Mexique
- Promotion (en faveur) de la BD : Vasco Granja (pt)

### 1973
- Grand prix Saint-Michel : Hergé
- Mention spéciale (humour) : Louis Salvérius, pour l'ensemble de son œuvre (à titre posthume)
- Mention spéciale (science-fiction) : Philippe Druillet, pour Delirius (Lone Sloane, t. 3)
- Meilleur dessinateur réaliste : Hermann, pour Les Loups du Wyoming (Comanches, t. 3)
- Meilleur dessinateur humoristique : Berck, pour Rhum row (Sammy)
- Meilleur dessinateur de science-fiction : Pierre Seron, pour Des petits hommes au Brontoxique (Les Petits Hommes)
- Meilleur dessinateur européen : Bonvi, pour Les Nazis sont des cons (Sturmtruppen)
- Meilleur dessinateur extra-européen : Jim Steranko, pour l'ensemble de son œuvre
- Meilleur scénariste réaliste : François Craenhals, pour La Dame des sables (Chevalier Ardent)
- Meilleur scénariste humoristique : Peyo et Yvan Delporte, pour Schtroumpf vert et Vert Schtroumpf (Les Schtroumpfs)
- Meilleur scénariste de science-fiction : Vicq pour La Tiare de Matlotl Halatomatl (Sophie)
- Prix spécial pour la recherche : Jacques Devos, pour Armes secrètes, armes farfelues (L'Encyclopédie des armes à feu)
- Promotion (en faveur) de la BD : Claude Moliterni, pour son action au sein de la société française de Bandes Dessinées

### 1974
- Prix du jury : Jacques Laudy, pour l'ensemble de son œuvre
- Grand prix Saint-Michel (ex aequo) :
  - Roger Leloup, pour La Forge de Vulcain (Yoko Tsuno, t. 3), Dupuis, Le Lombard
  - Derib, pour Chinook (Buddy Longway, t. 1), Le Lombard
- Meilleur dessin réaliste : Paul Cuvelier, pour Le Royaume des eaux noires (Corentin)
- Meilleur scénario réaliste : Hugo Pratt, pour Les Scorpions du désert
- Meilleur dessin satirique : Dimitri, pour Rififi
- Meilleur scénario satirique : Gérald Frydman, pour Sergent Laterreur, Distri B.D.
- Meilleur dessin humoristique : Touïs, pour Sergent Laterreur, Distri B.D
- Meilleur scénario humoristique : Marc Sleen, pour Le Virus du rire (Néron), Standaard
- Meilleur auteur étranger : Jean-Marc Reiser, pour La Vie au grand air
- Prix spécial pour la recherche : Guy Peellaert, pour Rock Dreams
- Prix du CABD : Roland Topor, pour sa contribution à La Planète sauvage

### 1975
- Prix du jury : Jijé, pour l'ensemble de son œuvre
- Prix du meilleur dessin réaliste : Claude Auclair, pour Le Clan des centaures (Simon du fleuve)
- Prix du meilleur dessin humoristique : Berck, pour Les Gorilles font les fous (Sammy, t. 6)
- Prix du meilleur dessin fantastique : Sirius, pour Pemberton
- Prix du meilleur dessinateur étranger : F'murr, pour Le Génie des alpages
- Prix du meilleur scénario réaliste : Claude Auclair, pour Le Clan des centaures (Simon du fleuve)
- Prix du meilleur scénario humoristique : Raoul Cauvin, pour Les Gorilles font les fous (Sammy, t. 6)
- Prix du meilleur scénario fantastique : Sirius, pour Pemberton
- Prix de la découverte : René Follet, pour Yvan Zourine
- Prix du CABD : Éric et Jacques Stoquart, pour Wen

### 1976
- Grand prix Saint-Michel : Mœbius, pour Arzach
- Prix du meilleur dessin épique : François Craenhals pour Chevalier Ardent
- Prix du meilleur dessin fantaisiste : Monique et Carlos Roque, pour Wladimyr
- Prix du meilleur dessinateur étranger : Alex Barbier, pour ses histoires publiées dans Charlie mensuel
- Prix du meilleur scénario réaliste : Claude Auclair, pour Maïlis (Simon du fleuve, t. 3)
- Prix du dessin animé : Boris Szulzinger & l'équipe de réalisation de Tarzoon, la honte de la jungle
- Prix de l'espoir :
  - Marc Wasterlain, pour Il est minuit, docteur Poche (Docteur Poche, t. 1)
  - Cosey, pour Jonathan

### 1977
- Grand prix Saint-Michel : Jacques Tardi, pour Adèle Blanc-Sec
- Meilleur dessin réaliste : Claude Auclair, pour Maïlis (Simon du fleuve, t. 3)
- Meilleur dessin humoristique : Marc Wasterlain, pour Il est minuit, Docteur Poche (Docteur Poche, t. 1)
- Meilleur dessinateur étranger : Bonvi, pour Chroniques (Après la bombe, t. 1)
- Meilleur scénario réaliste : Hugo Pratt, pour Songe d'un matin d'hiver (Corto Maltese)
- Meilleur scénario humoristique : Raoul Cauvin, pour l'ensemble de son œuvre
- Promotion (en faveur) de la BD : Francis Groux, pour la création du festival d'Angoulême
- Prix de l'espoir : Serge Ernst, pour Clin d'œil, t. 1

### 1978
- Grand prix Saint-Michel : Yvan Delporte, pour le lancement du Trombone illustré
- Meilleur dessin réaliste : Hans Kresse, pour L'Or des montagnes (Les Peaux-Rouges, t. 6)
- Meilleur dessin humoristique : Dimitri, pour Le Goulag, tome 1
- Meilleur dessinateur étranger : Marc Wasterlain, pour Karabouilla (Docteur Poche, t. 3)
- Meilleur scénario réaliste : Jean Van Hamme, pour Histoire sans héros
- Prix de l'espoir : Frédéric Jannin et Thierry Culliford, pour Germain et nous

### 1979
- Grand prix Saint-Michel : Cosey, pour L'Espace bleu entre les nuages (Jonathan, t. 5)
- Meilleur dessin réaliste : Grzegorz Rosiński, pour L'Île des mers gelées (Thorgal, t. 2)
- Meilleur dessin humoristique : Marc Wasterlain, pour L'Île des hommes-papillons (Docteur Poche, t. 2)
- Meilleur dessinateur étranger :
  - Daniel Goossens, pour l'ensemble de ses parutions dans Fluide glacial
  - Cabu, pour À bas toutes les armées !
- Meilleur scénario réaliste : Jacques Martin, pour l'ensemble de son œuvre
- Meilleur scénario humoristique : Christian Godard, pour Adeline du bout de la nuit (Martin Milan, t. 3)
- Promotion (en faveur) de la BD : Jean-Maurice Dehousse, pour son action en faveur de la BD comme ministre de la Communauté française

### 1980
- Grand prix Saint-Michel :
  - Comès, pour Silence
  - Jacques Tardi, pour « Un cheval en hiver », dans Mouh mouh
- Meilleur auteur humoristique : André Geerts, pour l'ensemble de son œuvre
- Meilleur dessin humoristique : Eddy Ryssack, pour L'Appel des tams-tams (Colin Colas, t. 2)
- Meilleur dessinateur étranger :
  - Enki Bilal, pour Les Phalanges de l'Ordre noir
  - Carlos Giménez, pour Koolau le lépreux
- Meilleur scénario réaliste :
  - Hermann, pour La Nuit des rapaces (Jeremiah, t. 1)
  - Jean Van Hamme, pour l'ensemble de son œuvre
- Meilleur scénario humoristique : Bernard Hislaire, pour Bidouille et Violette
- Prix de l'espoir :
  - Andreas, pour Fragments (Rork, t. 1)
  - Jean-Claire Lacroix, pour sa participation au 9e Rêve
- Prix Femina : Annie Goetzinger, pour Félina

### 1981
- Grand prix Saint-Michel :
  - André Franquin, pour Idées noires
  - François Schuiten et Claude Renard, pour Aux médianes de Cymbolia (Métamorphoses, t. 1)
- Meilleur dessin réaliste : Jean-François Charles, pour Le Bal du rat mort
- Meilleur dessin humoristique : Turk, pour Dites-le avec des gags ! (Robin Dubois, t. 5)
- Meilleur dessinateur étranger :
  - Roger Brunel, pour École franco-belge (Pastiches], t. 1)
  - Joost Swarte, pour Swarte
- Meilleur scénario humoristique : Benoît Sokal, pour Le Chien debout (Canardo)
- Promotion (en faveur) de la BD : Les éditions Glénat
- Prix de l'espoir : Yann et Didier Conrad, pour Huit mois dans l'enfer des hauts de pages

### 1982
- Grand prix Saint-Michel :
  - Jean-Claude Servais, pour Tendre Violette
  - Franz, pour Les Fous de Kaboul (Lester Cockney, t. 1)
- Meilleur dessinateur étranger : Vittorio Giardino, pour Rhapsodie hongroise (Max Fridman, t. 1)

### 1983
- Grand prix Saint-Michel :
  - Comès, pour La Belette
  - Grzegorz Rosiński et Jean Van Hamme, pour Au-delà des ombres (Thorgal, t. 5)
- Meilleur auteur humoristique : Serge Ernst, pour l'ensemble de son œuvre

### 1984
- Grand prix Saint-Michel :
  - Marc Wasterlain, pour Le Dragon vert (Jeannette Pointu, t. 3)
  - Claude Renard, pour L'Évasion d'Ivan Casablanca
- Meilleur dessinateur étranger : Alex et Daniel Varenne, pour Ida Mauz (Ardeur, t. 5)

### 1985
- Grand prix Saint-Michel : Vink, pour La Mémoire de pierre (Le Moine fou, t. 2)
- Prix du public : Alain Dodier, Makyo et Serge Le Tendre, pour Les Êtres de papier (Jérôme K. Jérôme Bloche, t. 2)
- Meilleure réalisation : Studio Graphoui pour l'adaptation animée de Quick et Flupke

### 1986
- Grand prix Saint-Michel : Yslaire et Balac, pour Plus ne m'est rien (Sambre, t. 1)

## Lauréats (deuxième période)
Sources des lauréats : site officiel des prix Saint-Michel (2002-2017 et 2019) et ActuaBD (2018).

### Grand prix Saint-Michel
Le grand prix est, comme de 1971 à 1973, de nouveau remis à un auteur pour l'ensemble de son œuvre. Il récompense un auteur francophone.
| Année | Auteur                             | Nationalité | Dates     | Âge à l'obtention |
| ----- | ---------------------------------- | ----------- | --------- | ----------------- |
| 2002  | Hermann                            | Belgique    | 1938-     | 64 ans            |
| 2003  | Jacques Martin                     | Belgique    | 1921-2010 | 81 ans            |
| 2004  | Grzegorz Rosiński (bande dessinée) | Pologne     | 1941-     | 63 ans            |
| 2004  | Marcel Marlier (illustration)      | Belgique    | 1930-2011 | 73 ans            |
| 2005  | Jean Graton                        | France      | 1923-2021 | 82 ans            |
| 2006  | Lambil                             | Belgique    | 1936-     | 70 ans            |
| 2007  | Gotlib                             | France      | 1934-2016 | 73 ans            |
| 2008  | Raoul Cauvin                       | Belgique    | 1938-2021 | 70 ans            |
| 2009  | Jean Van Hamme                     | Belgique    | 1939-     | 70 ans            |
| 2010  | André-Paul Duchâteau               | Belgique    | 1925-2020 | 85 ans            |
| 2011  | Philippe Delaby                    | Belgique    | 1961-2014 | 50 ans            |
| 2012  | Jean-François Charles              | Belgique    | 1952-     | 59 ans            |
| 2013  | Philippe Geluck                    | Belgique    | 1951-     | 59 ans            |
| 2014  | Florence Cestac                    | France      | 1949-     | 65 ans            |
| 2015  | François Walthéry                  | Belgique    | 1946-     | 69 ans            |
| 2016  | Milo Manara                        | Italie      | 1945-     | 71 ans            |
| 2017  | Philippe Berthet                   | France      | 1956-     | 61 ans            |
| 2018  | Jean-Claude Mézières               | France      | 1938-2022 | 80 ans            |
| 2019  | François Boucq                     | France      | 1955-     | 63 ans            |

### Meilleur album francophone
En 2002 et 2003, le prix récompense le « meilleur auteur francophone » d'un album paru dans l'année (le scénariste éventuel n'est pas récompensé),. À partir de 2004, il récompense le « meilleur album francophone ».
| Année | Auteur(s)                  | Pays                        | Titre                                           | Série                              | Éditeur   |
| ----- | -------------------------- | --------------------------- | ----------------------------------------------- | ---------------------------------- | --------- |
| 2002  | Luc Jacamon                |                             | Les Liens du sang                               | Le Tueur, t. 4                     | Casterman |
| 2003  | Juanjo Guarnido            |                             | Artic-Nation                                    | Blacksad, t. 2                     | Dargaud   |
| 2004  | Olivier Pont (d)           |                             | Où le regard ne porte pas..., t. 1              | Où le regard ne porte pas..., t. 1 | Dargaud   |
| 2004  | Georges Abolin (s)         |                             | Où le regard ne porte pas..., t. 1              | Où le regard ne porte pas..., t. 1 | Dargaud   |
| 2005  | Jean-François Charles (ds) |                             | À l'ombre des bougainvilliers                   | India Dreams                       | Casterman |
| 2005  | Maryse Charles (s)         |                             | À l'ombre des bougainvilliers                   | India Dreams                       | Casterman |
| 2006  | Dominique Bertail (d)      |                             | Le Dragon d'Austerlitz                          | Shandy, un Anglais dans l'Empire   | Delcourt  |
| 2006  | Matz (s)                   |                             | Le Dragon d'Austerlitz                          | Shandy, un Anglais dans l'Empire   | Delcourt  |
| 2007  | Frantz Duchazeau (d)       | Les Cinq Conteurs de Bagdad | Les Cinq Conteurs de Bagdad                     | Dargaud                            |           |
| 2007  | Fabien Vehlmann (s)        | Les Cinq Conteurs de Bagdad | Les Cinq Conteurs de Bagdad                     | Dargaud                            |           |
| 2008  | Émile Bravo                | Le Journal d'un ingénu      | Une aventure de Spirou et Fantasio par..., t. 4 | Dupuis                             |           |
| 2009  | Sylvain Vallée (d)         | Le Vol noir des corbeaux    | Il était une fois en France, t. 2               | Glénat                             |           |
| 2009  | Fabien Nury (s)            | Le Vol noir des corbeaux    | Il était une fois en France, t. 2               | Glénat                             |           |
| 2010  | Christophe Blain (d)       | Chroniques diplomatiques    | Quai d'Orsay                                    | Dargaud                            |           |
| 2010  | Abel Lanzac (s)            | Chroniques diplomatiques    | Quai d'Orsay                                    | Dargaud                            |           |
| 2011  | Yslaire                    |                             | La Mer vue du purgatoire                        | La Mer vue du purgatoire           | Glénat    |
| 2012  | Thierry Robin (d)          |                             | Une histoire vrai soviétique                    | La Mort de Staline, t. 2           | Dargaud   |
| 2012  | Fabien Nury (s)            |                             | Une histoire vrai soviétique                    | La Mort de Staline, t. 2           | Dargaud   |
| 2013  | Sylvain Vallée             | La Terre promise            | Il était une fois en France, t. 6               | Glénat                             |           |
| 2013  | Fabien Nury (s)            | La Terre promise            | Il était une fois en France, t. 6               | Glénat                             |           |
| 2014  | Paul Cauuet (d)            | Ceux qui restent            | Les Vieux Fourneaux, t. 1                       | Dargaud                            |           |
| 2014  | Wilfrid Lupano (s)         | Ceux qui restent            | Les Vieux Fourneaux, t. 1                       | Dargaud                            |           |
| 2015  | Anlor (d)                  | Les Colombes de Grozny      | Amère Russie, t. 2                              | Bamboo Édition                     |           |
| 2015  | Aurélien Ducoudray (s)     | Les Colombes de Grozny      | Amère Russie, t. 2                              | Bamboo Édition                     |           |
| 2016  | Matthieu Bonhomme          | L'Homme qui tua Lucky Luke  | Lucky Luke                                      | Lucky Comics                       |           |
| 2017  | Arno Monin (d)             | La Garùa                    | L'Adoption, t. 2                                | Bamboo Édition                     |           |
| 2017  | Zidrou (s)                 | La Garùa                    | L'Adoption, t. 2                                | Bamboo Édition                     |           |
| 2018  | Laurent Verron (d)         |                             | Il s'appelait Ptirou                            | Le Spirou de…, t. 12               | Dupuis    |
| 2018  | Yves Sente (s)             |                             | Il s'appelait Ptirou                            | Le Spirou de…, t. 12               | Dupuis    |
| 2019  | Christophe Simon (d)       | Kivu                        | Kivu                                            | Le Lombard                         |           |
| 2019  | Jean Van Hamme (s)         | Kivu                        | Kivu                                            | Le Lombard                         |           |

### Meilleur album néerlandophone
En 2002 et 2003, le prix récompense le « meilleur auteur néerlandophone » d'un album paru dans l'année (le scénariste éventuel n'est pas récompensé),. À partir de 2004, il récompense le « meilleur album néerlandophone ».
| Année | Auteur(s)             | Pays                                                 | Titre                                                          | Série                                                    | Éditeur    |
| ----- | --------------------- | ---------------------------------------------------- | -------------------------------------------------------------- | -------------------------------------------------------- | ---------- |
| 2002  | Luc Cromheecke        |                                                      | De supersnotneus                                               | Roboboy, t. 1                                            | Dupuis     |
| 2003  | Jan Bosschaert        | Jaguar, t. 1                                         | Jaguar, t. 1                                                   | Casterman                                                |            |
| 2004  | Ersel (d)             | Le Don de Salâh al-Dîn (Het geheim van Salâh-al-Din) | Le Gardien de la lance (De bewaker van de lans), t. 3          | Glénat                                                   |            |
| 2004  | Ferry                 | Le Don de Salâh al-Dîn (Het geheim van Salâh-al-Din) | Le Gardien de la lance (De bewaker van de lans), t. 3          | Glénat                                                   |            |
| 2005  | Ivan Adriaenssens (d) | Bye Bye, Kluit! (nl)                                 | Orphanimo!! (nl), t. 6                                         | Standaard                                                |            |
| 2005  | Luc Vincent (s)       | Bye Bye, Kluit! (nl)                                 | Orphanimo!! (nl), t. 6                                         | Standaard                                                |            |
| 2006  | Tom Bouden            | Het belang van Ernst                                 | Het belang van Ernst                                           | Atlas                                                    |            |
| 2007  | Judith Vanistendael   | Papa et Sophie (Papa e Sofie)                        | Le Jeune Fille et le Nègre (De maagd en de neger), t. 1        | Oog & Blik (nl)                                          |            |
| 2008  | Charel Cambré         | Jump (nl), t. 1-3                                    | Jump (nl), t. 1-3                                              | Standaard                                                |            |
| 2009  | Steven Dupré          | L'Énigme du coffre                                   | Kaamelott, t. 3                                                | Casterman                                                |            |
| 2010  | Pieter De Poortere    | Le Fils d'Hitler (De zoon van Hitler)                | Dickie (Een avontuur van Boerke)                               | De Bezige Bij (nl)                                       |            |
| 2011  | Wauter Mannaert (d)   | Ondergronds                                          | Ondergronds                                                    | Oog & Blik / De bezige bij                               |            |
| 2011  | Pierre De Jaeger (s)  | Ondergronds                                          | Ondergronds                                                    | Oog & Blik / De bezige bij                               |            |
| 2012  | Ivan Adriaenssens     | Afspraak in Nieuwpoort                               | Afspraak in Nieuwpoort                                         | Lannoo                                                   |            |
| 2013  | Charel Cambré (d)     | Bob (Suske)                                          | Bob et Bobette : Amphoria (nl) (Suske en Wiske : Amoras), t. 1 | Standaard                                                |            |
| 2013  | Marc Legendre (s)     | Bob (Suske)                                          | Bob et Bobette : Amphoria (nl) (Suske en Wiske : Amoras), t. 1 | Standaard                                                |            |
| 2014  | Serge Baeken          | Sugar : Ma vie de chat (Mijn leven als kat)          | Sugar : Ma vie de chat (Mijn leven als kat)                    | Blloan                                                   |            |
| 2015  | Aimee de Jongh        |                                                      | Le Retour de la Bondrée (De Terugkeer van de Wespendief)       | Le Retour de la Bondrée (De Terugkeer van de Wespendief) | Oog & Blik |
| 2016  | Paul Teng             | Les Portes de fer                                    | Jhen, t. 15                                                    | Casterman                                                |            |
| 2017  | Nele Sys              |                                                      | Het wijfje : een geïllustreerde handleiding voor vrouwen       | Het wijfje : een geïllustreerde handleiding voor vrouwen | Xtra       |

### Meilleur dessin
| Année | Dessinateur           | Pays                    | Titre                       | Série                               | Éditeur         |
| ----- | --------------------- | ----------------------- | --------------------------- | ----------------------------------- | --------------- |
| 2002  | Jean-François Charles |                         | Les Chemins de brume        | India Dreams, t. 1                  | Casterman       |
| 2003  | Jean-Louis Mourier    |                         | Trolls dans la brume        | Trolls de Troy, t. 6                | Soleil          |
| 2004  | Emmanuel Lepage       |                         | Muchacho, t. 1              | Muchacho, t. 1                      | Dupuis          |
| 2005  | Adrien Floch          | Terra incognita         | Les Naufragés d'Ythaq, t. 1 | Soleil                              |                 |
| 2006  | Humberto Ramos        |                         | Révélations, t. 2           | Révélations, t. 2                   |                 |
| 2007  | Dany                  |                         | Transylvania                | Sur les traces de Dracula, t. 3     | Casterman       |
| 2008  | Mohamed Aouamri       |                         | Le Grimoire des dieux       | La Quête de l'oiseau du temps, t. 6 | Dargaud         |
| 2009  | Ralph Meyer           |                         | La Mangouste                | XIII Mystery, t. 1                  | Dargaud         |
| 2009  | Mathieu Lauffray      |                         | Neptune                     | Long John Silver, t. 2              | Dargaud         |
| 2010  | Cromwell              | Le Dernier des Mohicans | Le Dernier des Mohicans     | Soleil                              |                 |
| 2011  | Jacques Terpant       | Le Pont de Sépharée     | Sept cavaliers, t. 3        | Delcourt                            |                 |
| 2012  | François Boucq        | Colonel Amos            | XIII Mystery, t. 4          | Dargaud Benelux                     |                 |
| 2013  | Riff Reb's            | Le Loup des mers        | Soleil                      |                                     |                 |
| 2014  | Theo                  |                         | Pernicieuse Vertu           | Le Pape terrible, t. 3              | Delcourt        |
| 2015  | Ralph Meyer           |                         | Mangeur d'or                | Undertaker, t. 1                    | Dargaud Benelux |
| 2016  | Frederik Peeters      |                         | L'Odeur des garçons affamés | L'Odeur des garçons affamés         | Casterman       |
| 2017  | José Homs             |                         | Shi                         | Shi                                 | Dargaud         |
| 2018  | David Sala            |                         | Le Joueur d'échecs          | Le Joueur d'échecs                  | Casterman       |
| 2019  | Laurent Astier        | Déluge de feu           | La Venin, t. 1              | Rue de Sèvres                       |                 |

### Meilleur scénario
| Année | Scénariste           | Pays                                 | Titre                                | Série                            | Éditeur         |
| ----- | -------------------- | ------------------------------------ | ------------------------------------ | -------------------------------- | --------------- |
| 2002  | Philippe Richelle    |                                      | Vérités                              | Les Coulisses du pouvoir, t. 4   | Casterman       |
| 2003  | André-Paul Duchâteau | Terreur, t. 1                        | Terreur, t. 1                        | Le Lombard                       |                 |
| 2004  | Matz                 |                                      | Les Petits Poissons                  | Du plomb dans la tête, t. 1      | Casterman       |
| 2005  | Denis Lapière        |                                      | Le Tour de valse                     | Le Tour de valse                 | Dupuis          |
| 2006  | Bernard Yslaire      | Le Ciel au-dessus de Bruxelles, t. 1 | Le Ciel au-dessus de Bruxelles, t. 1 | Futuropolis                      |                 |
| 2007  | Tarek                |                                      | L'Assault final                      | Sir Arthur Benton, t. 3          | Emmanuel Proust |
| 2008  | Fabien Nury          | L'Empire de Monsieur Joseph          | Il était une fois en France, t. 1    | Glénat                           |                 |
| 2009  | Étienne Davodeau     | Lulu femme nue, t. 1                 | Lulu femme nue, t. 1                 | Futuropolis                      |                 |
| 2010  | Michel Jacquemart    |                                      | Noël noir                            | Lefranc, t. 20                   | Casterman       |
| 2011  | Denis Lapière        |                                      | Alter ego (ensemble de la série)     | Alter ego (ensemble de la série) | Dupuis          |
| 2011  | Pierre-Paul Renders  |                                      | Alter ego (ensemble de la série)     | Alter ego (ensemble de la série) | Dupuis          |
| 2012  | José-Louis Bocquet   |                                      | Olympes de Gouges                    | Olympes de Gouges                | Casterman       |
| 2013  | Yann                 | Max                                  | Dent d'ours, t. 1                    | Dupuis                           |                 |
| 2014  | Stéphan Colman       |                                      | Les Fantômes de Knightgrave          | Dupuis                           | Choc, t. 1      |
| 2015  | Pat Perna            |                                      | Pacte avec le mal                    | Kersten, médecin d'Himmler, t. 1 | Glénat          |
| 2016  | Xavier Dorison       | Comment faire fortune en juin 40     | Comment faire fortune en juin 40     | Casterman                        |                 |
| 2016  | Fabien Nury          | Comment faire fortune en juin 40     | Comment faire fortune en juin 40     | Casterman                        |                 |
| 2017  | Nathalie Sergeef     |                                      | Hyver 1709, t. 2                     | Hyver 1709, t. 2                 | Glénat          |
| 2018  | Lewis Trondheim      |                                      | Je vais rester                       | Je vais rester                   | Rue de Sèvres   |
| 2019  | Vincent Perriot      | Negalyod                             | Negalyod                             | Casterman                        |                 |

### Prix de la presse
| Année | Auteur(s)           | Pays                                        | Titre                                       | Série                           | Éditeur         |
| ----- | ------------------- | ------------------------------------------- | ------------------------------------------- | ------------------------------- | --------------- |
| 2002  | Ana Mirallès (d)    |                                             | Les 30 Clochettes                           | Djinn, t. 2                     | Dargaud Benelux |
| 2002  | Jean Dufaux (s)     |                                             | Les 30 Clochettes                           | Djinn, t. 2                     | Dargaud Benelux |
| 2003  | Yves Swolfs         | L'Enfant loup                               | Légende                                     | Soleil                          |                 |
| 2004  | Hugues Dayez        | Peyo l'enchanteur                           | Peyo l'enchanteur                           | Niffle                          |                 |
| 2005  | Thierry Bellefroid  | Les Éditeurs de BD                          | Les Éditeurs de BD                          | Niffle                          |                 |
| 2006  | Philippe Capart     | Morris, Franquin, Peyo et le dessin animé   | Morris, Franquin, Peyo et le dessin animé   | Éditions de l'An 2              |                 |
| 2006  | Erwin Dejasse       | Morris, Franquin, Peyo et le dessin animé   | Morris, Franquin, Peyo et le dessin animé   | Éditions de l'An 2              |                 |
| 2007  | Frédéric Jannin (d) | Arnest Ringard et Augraphie                 | Arnest Ringard et Augraphie                 | Marsu Productions               |                 |
| 2007  | Yvan Delporte (s)   | Arnest Ringard et Augraphie                 | Arnest Ringard et Augraphie                 | Marsu Productions               |                 |
| 2008  | Jean-Pierre Talbot  | J'étais Tintin au cinéma                    | J'étais Tintin au cinéma                    | Jourdan                         |                 |
| 2009  | Sylvain Savoia (d)  |                                             | Le Bruit des villes                         | Marzi, t. 4                     | Dupuis          |
| 2009  | Marzena Sowa (s)    |                                             | Le Bruit des villes                         | Marzi, t. 4                     | Dupuis          |
| 2010  | Merwan              | L'Honneur                                   | Pour l'empire                               | Dargaud                         |                 |
| 2010  | Bastien Vivès       | L'Honneur                                   | Pour l'empire                               | Dargaud                         |                 |
| 2011  | Vincent Odin        |                                             | Héroïc M. Tillieux                          | Héroïc M. Tillieux              | Daniel Maghen   |
| 2012  | Jean-Denis Pendanx  |                                             | Iekaterinbourg, été 1918                    | Svoboda, t. 2                   | Futuropolis     |
| 2012  | Kris                |                                             | Iekaterinbourg, été 1918                    | Svoboda, t. 2                   | Futuropolis     |
| 2013  | Sergio Salma        |                                             | Marcinelle 1956                             | Marcinelle 1956                 | Casterman       |
| 2014  | Daniel Couvreur     | Belvision : Le Hollywood européen du dessin | Belvision : Le Hollywood européen du dessin | Le Lombard                      |                 |
| 2014  | Patrick Gaumer      |                                             | Grzegorz Rosiński : Monographie             | Grzegorz Rosiński : Monographie |                 |
| 2015  | Eddy Vaccaro        |                                             | Mobutu dans l'espace                        | Mobutu dans l'espace            | Futuropolis     |
| 2016  | Christophe Simon    | Les Trois Perles de Sa-Skya                 | Corentin, t. 8                              | Le Lombard                      |                 |
| 2017  | Régis Loisel        |                                             | Café Zombo                                  | Mickey Mouse                    | Glénat          |

### Prix de l'avenir
Ce prix a été dénommé prix Iris de 2002 à 2005.
| Année | Auteur(s)                      | Pays                                             | Titre                                            | Série                                  | Éditeur   |
| ----- | ------------------------------ | ------------------------------------------------ | ------------------------------------------------ | -------------------------------------- | --------- |
| 2002  | Matthieu Bonhomme (d)          |                                                  | L'Île de Brac                                    | Le Marquis d'Anaon, t. 1               | Dargaud   |
| 2003  | Étienne Jung (d)               | Le Voyageur                                      | Gargouilles, t. 1                                | Les Humanoïdes associés                |           |
| 2004  | Mohamed Fahar                  | Le Trophée d'effroi                              | Dido, t. 1                                       | Carabas                                |           |
| 2005  | Irek Konior                    |                                                  | En attendant Hemingway                           | Fisherman story, t. 1                  | Caravelle |
| 2006  | Virginie Augustin (d)          |                                                  | Le Vent de l'exil                                | Alim le tanneur, t. 2                  | Delcourt  |
| 2007  | Jean Bastide (d)               | Printemps 1830                                   | La Guerre des Sambre, t. 1                       | Glénat & Futuropolis                   |           |
| 2007  | Vincent Mézil (d)              | Printemps 1830                                   | La Guerre des Sambre, t. 1                       | Glénat & Futuropolis                   |           |
| 2008  | Alexis Horellou (d)            | La Révolte arabe                                 | Lawrence d'Arabie, t. 1                          | EP                                     |           |
| 2009  | Alexis Dormal (d)              |                                                  | Situations critiques                             | Pico Bogue, t. 2                       | Dargaud   |
| 2009  | Dominique Roques (s)           |                                                  | Situations critiques                             | Pico Bogue, t. 2                       | Dargaud   |
| 2010  | Annabel (d)                    |                                                  | Le Félon                                         | Magus, t. 2                            | Glénat    |
| 2010  | Cyrus (s)                      |                                                  | Le Félon                                         | Magus, t. 2                            |           |
| 2011  | Valentin Sécher (d)            | Khaal, Chroniques d'un empereur galactique, t. 1 | Khaal, Chroniques d'un empereur galactique, t. 1 | Soleil                                 |           |
| 2012  | Gaëtan Brynaert                |                                                  | Du vent sous les pieds emporte mes pas           | Du vent sous les pieds emporte mes pas | Quadrants |
| 2012  | Frédéric Castadot              |                                                  | Du vent sous les pieds emporte mes pas           | Du vent sous les pieds emporte mes pas | Quadrants |
| 2013  | Oriol (d)                      |                                                  | La Peau de l'ours                                | La Peau de l'ours                      | Dargaud   |
| 2014  | Louise Joor                    |                                                  | Kanope                                           | Kanope                                 | Delcourt  |
| 2015  | Mobidic                        |                                                  | Roi ours                                         | Roi ours                               | Delcourt  |
| 2016  | Lucy Mazel (d)                 | Éléphants rouges                                 | Communardes !, t. 2                              | Glénat                                 |           |
| 2017  | Gontran Toussaint (d)          |                                                  | Bloody Sunday                                    | Reporter, t. 1                         | Dargaud   |
| 2018  | Andrea Cucchi                  |                                                  | Churchill et moi                                 | Churchill et moi                       | Casterman |
| 2019  | Alex-Imé (d)                   |                                                  | Le Dernier Refuge                                | Le Dernier Refuge                      | Glénat    |
| 2019  | Pierre-Roland Saint-Dizier (s) |                                                  | Le Dernier Refuge                                | Le Dernier Refuge                      | Glénat    |

### Prix jeunesse
Ce prix a été dénommé « humour/jeunesse » jusqu'à la mise en place d'un prix humour spécifique en 2018.
| Année | Auteur(s)                              | Pays                        | Titre                            | Série                              | Éditeur     |
| ----- | -------------------------------------- | --------------------------- | -------------------------------- | ---------------------------------- | ----------- |
| 2003  | André Geerts                           |                             | Jojo au pensionnat               | Jojo, t. 12                        | Dupuis      |
| 2004  | Godi (d)                               | Miss dix sur dix            | L'Élève Ducobu, t. 10            | Le Lombard                         |             |
| 2004  | Zidrou                                 | Miss dix sur dix            | L'Élève Ducobu, t. 10            | Le Lombard                         |             |
| 2005  | Midam (ds)                             | Blork Raider                | Game Over, t. 1                  | Dupuis                             |             |
| 2005  | Adam (d)                               | Blork Raider                | Game Over, t. 1                  | Dupuis                             |             |
| 2006  | Thierry Coppée                         | Tueur à gags                | Les Blagues de Toto, t. 4        | Delcourt                           |             |
| 2007  | José Luis Munuera                      |                             | Latitzoury                       | Delcourt                           | Nävis, t. 3 |
| 2007  | Jean-David Morvan                      |                             | Latitzoury                       | Delcourt                           | Nävis, t. 3 |
| 2008  | Benoît Ers (d)                         |                             | Le Syndrome de Salem             | Les Démons d'Alexia, t. 4          | Dupuis      |
| 2008  | Vincent Dugomier (s)                   |                             | Le Syndrome de Salem             | Les Démons d'Alexia, t. 4          | Dupuis      |
| 2009  | Xavier Fourquemin (d)                  |                             | Le Croque-mitaine                | La Légende du Changeling, t. 2     | Le Lombard  |
| 2009  | Pierre Dubois (s)                      |                             | Le Croque-mitaine                | La Légende du Changeling, t. 2     | Le Lombard  |
| 2010  | David Etien (d)                        | Le Dossier Raboukine        | Les Quatre de Baker Street, t. 2 | Vents d'ouest                      |             |
| 2010  | Jean-Blaise Djian (s)                  | Le Dossier Raboukine        | Les Quatre de Baker Street, t. 2 | Vents d'ouest                      |             |
| 2010  | Olivier Legrand (s)                    | Le Dossier Raboukine        | Les Quatre de Baker Street, t. 2 | Vents d'ouest                      |             |
| 2011  | Benoît Feroumont                       |                             | Le Prétendant                    | Le Royaume, t. 3                   | Dupuis      |
| 2012  | Nadou (d)                              |                             | Danaël                           | Les Légendaires - Origines, t. 1   | Delcourt    |
| 2012  | Patrick Sobral (s)                     |                             | Danaël                           | Les Légendaires - Origines, t. 1   | Delcourt    |
| 2013  | Julien Neel                            | L'Âge de cristal            | Lou !, t. 6                      | Glénat                             |             |
| 2014  | Bruno Dequier                          | Si seulement...             | Louca, t. 3                      | Dupuis                             |             |
| 2015  | Joris Chamblain (s) Aurélie Neyret (d) | Le Dernier des cinq trésors | Les Carnets de Cerise, t. 3      | Soleil                             |             |
| 2016  | Benoît Ers (d)                         |                             | Premières répressions            | Les Enfants de la résistance, t. 2 | Le Lombard  |
| 2016  | Vincent Dugomier (s)                   |                             | Premières répressions            | Les Enfants de la résistance, t. 2 | Le Lombard  |
| 2017  | Nob                                    |                             | Les Nerfs à vif                  | Dad, t. 3                          | Dupuis      |
| 2018  | Brice Cossu (d)                        | Le Sacrifice                | Frnck, t. 3                      | Dupuis                             |             |
| 2018  | Olivier Bocquet (s)                    | Le Sacrifice                | Frnck, t. 3                      | Dupuis                             |             |
| 2019  | Tébo                                   | La Belle et l'Affreux       | Raowl, t. 1                      | Dupuis                             |             |

### Prix humour
| Année | Auteur(s)          | Pays | Titre         | Série                             | Éditeur |
| ----- | ------------------ | ---- | ------------- | --------------------------------- | ------- |
| 2018  | Paul Cauuet (d)    |      | La Magicienne | Les Vieux Fourneaux, t. 4         | Dargaud |
| 2018  | Wilfrid Lupano (s) |      | La Magicienne | Les Vieux Fourneaux, t. 4         | Dargaud |
| 2019  | Ptiluc (d)         |      | Hitler        | La Véritable Histoire vraie, t. 3 | Dupuis  |
| 2019  | Bernard Swysen (s) |      | Hitler        | La Véritable Histoire vraie, t. 3 | Dupuis  |

### Autres distinctions
Plume d'or
- 2002 : Eddy Paape, pour l'ensemble de son œuvre
- 2015 : Olivier Weinberg et Didier Platteau, pour Les Reportages de Lefranc, t. 4 : La Chute du Reich

Meilleure série
Prix nommé « meilleure série internationale » en 2004.
- 2004 : Donjon par Sfar et Trondheim
- 2005 : Lincoln par Olivier et Jérôme Jouvray, Paquet

Public
- 2004 : Armelle et l'oiseau par Antoine Dodé, Carabas

Illustration
- 2004 : Martine par Marcel Marlier, Casterman

Prix Saint-Michel Prestige
- 23 septembre 2005 : Albert Uderzo
- 2006 : André Leborgne
- 21 octobre 2006 : Raymond Leblanc
- 13 octobre 2007 : Willy Vandersteen et son studio